# Берри, Р. Стивен
Ричард Стивен Берри (Richard Stephen Berry; 9 апреля 1931 г., Денвер, Колорадо — 26 июля 2020 г., Чикаго) — американский химик, физикохимик, один из наиболее влиятельных своего поколения.
Доктор философии (1956), заслуженный сервис-профессор Чикагского университета (эмерит), где трудился с 1964 года, член Американского философского общества (2011).
Член НАН США (1980) и в 1999—2003 годах её хоум-секретарь.
Член Американской академии искусств и наук (1978) и её вице-президент в 1987-1090 годах.
Макартуровский стипендиат (1983).

## Биография
Уже в ранние годы увлекся наукой и химией.
Учился в East High School (Denver, Colorado), в год выпуска в 1948 году - финалист Westinghouse Science Talent Search. (В сентябре 2011 года введен в East High Alumni Heritage Hall.) Степени бакалавра (1952), магистра (1954) и доктора философии (1956) по химии получил в Гарварде, преподавал там же. Перед тем как устроиться в Чикагский университет в 1964 году, на протяжении четырех лет являлся ассистент-профессором Йельского университета (1960-1964), а ранее — инструктором Мичиганского университета (1957-1960). Эмерит — именной заслуженный сервис-профессор (James Franck Distinguished Service Professor) химии кафедры химии и James Franck Institute Чикагского университета, спецсоветник директора нацбезопасности Аргоннской национальной лаборатории. Последние годы преподавал вместе с экономистом George S. Tolley. Близкий друг Стюарту Райсу.
Иностранный член Датской королевской академии наук, фелло Japan Society for the Promotion of Science (1984).
Автор пяти книг, более 530 опубликованных работ. Последняя книга — Three Laws of Nature: A Little Book on Thermodynamics (2019).
В 1955 году женился на Carla Friedman, с которой познакомился во время пребывания в Гарварде. Две дочери, сын, внуки. Умер у себя дома.
Награды и отличия
- Стипендия Слоуна (1962—1966)
- Стипендия Гуггенхайма (1971—1973)
- Стипендия Мак-Артура (1983—1988)
- J. Heyrovsky Honorary Medal Чешской АН (1997)
- Newton-Abraham Professorship, Оксфордский университет

### Работы
- Water and Energy as Linked Resources (1978)
- TOSCA: Optimizing the Mix of Fossil and Nuclear Plants from Total Social Cost (1979)
- Physical Chemistry (1980)
- Understanding Energy: Energy, Entropy and Thermodynamics for Everyman (1991)
- Three Laws of Nature: A Little Book on Thermodynamics (Yale University Press, 2019)